# R3Y (航空機)
コンヴェア XP5Y / R3Yトレードウインド
上陸するR3Y-1 トレードウインド
- 用途：輸送機
- 分類：飛行艇
- 製造者：コンベア
- 運用者： アメリカ合衆国（アメリカ海軍）
- 初飛行：1954年 (R3Y-1)
- 生産数：R3Y 11機、P5Y 2機
- 運用開始：1956年 (R3Y-1)

コンヴェア R3Y トレードウインド（Convair R3Y Tradewind）は、1950年代にコンベア社で開発、製造されたターボプロップエンジン搭載の飛行艇である。

## 設計と開発

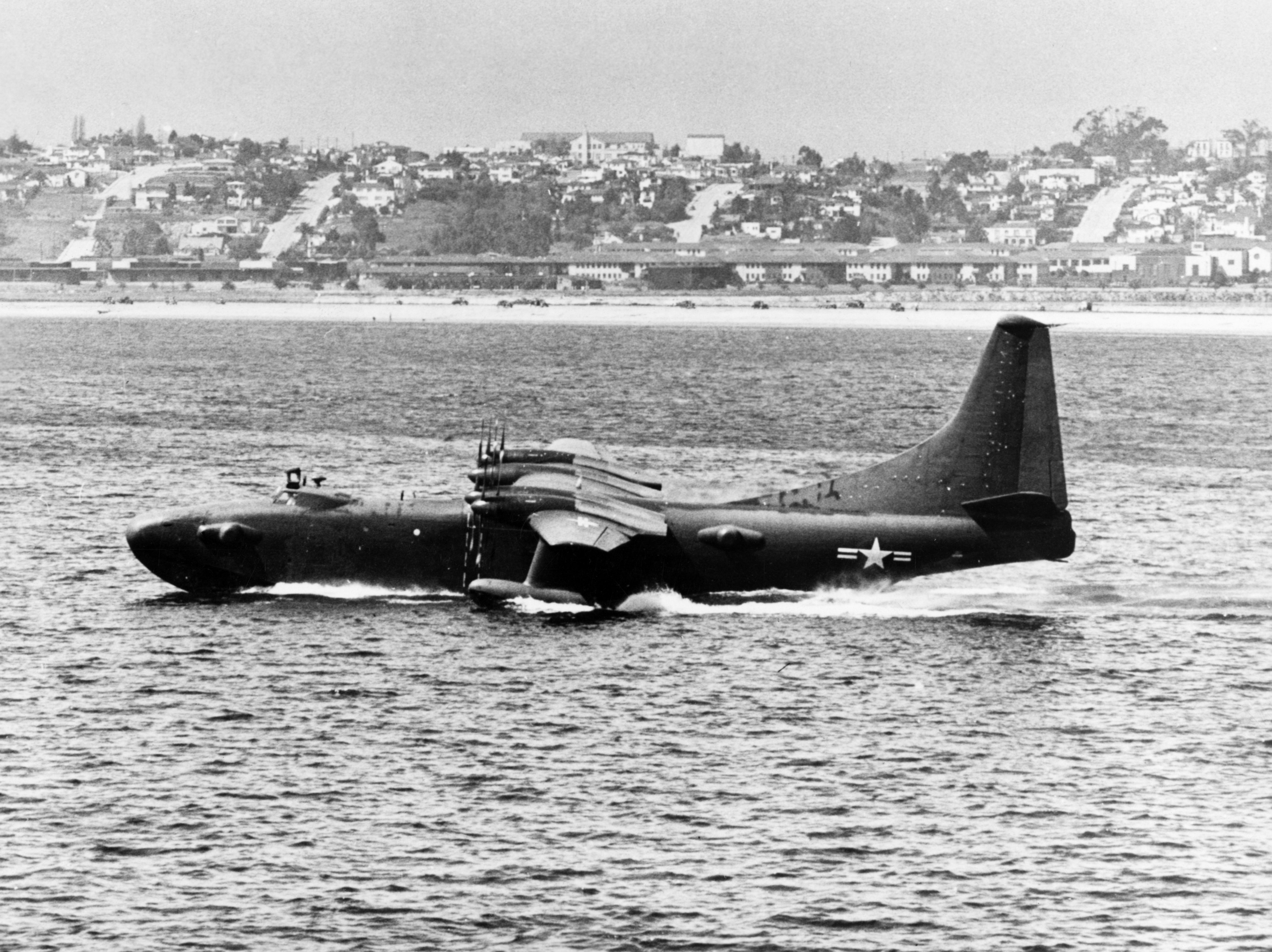
XP5Y-1

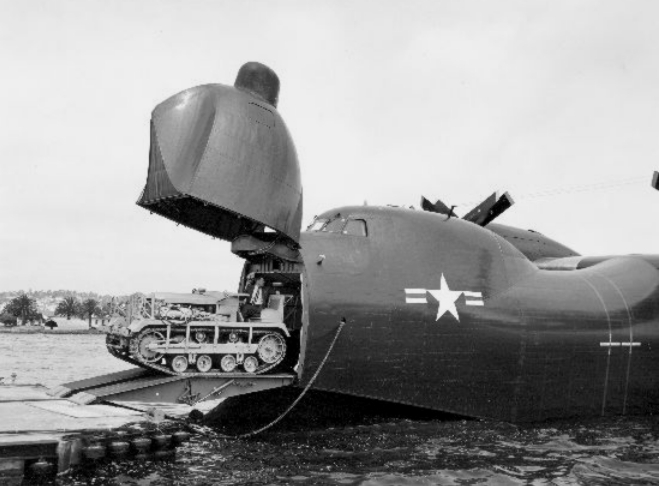
R3Y-2

1945年にコンベア社は戦時中に開発された新しい技術、特に層流翼とターボプロップを使用した大型飛行艇の開発要求をアメリカ海軍から発注された。コンベア社はモデル 117という6枚ブレードの2重反転プロペラをアリソン T40 ターボプロップエンジンで駆動し、固定フロート付きの高翼配置の細長い主翼と1段ステップの流麗な艇体を持つ大型の航空機の設計でこれに応えた。1946年5月27日にアメリカ海軍は2機の試作機を発注し、XP5Y-1と命名された最初の試作機は1950年4月18日にサンディエゴで初飛行を行った。8月にXP5Y-1は8時間6分というターボプロップ機の滞空記録を樹立した。アメリカ海軍は哨戒機モデルの開発を中止し、兵員と貨物輸送の専用機として開発を進めることを決定した。
1953年7月15日にXP5Y-1の1機が軽微な事故で失われたにもかかわらず開発は続行され、R3Y トレードウインド と命名された輸送／貨物機モデルは1954年2月25日に初飛行を行った。XP5Y-1からの主な変更点は全ての武装と尾翼の上反角の廃止、3.05m (10ft)の胴体左側貨物ドアの設置と改良型T40-A-10エンジン搭載のためのエンジンナセルの再設計であった。キャビンの遮音とエアコンディショニングが追加され、103名の搭乗者と24トン搭載用の貨物室は与圧化された。傷病者搬送用にした場合は92床の担架を搭載することができた。
P5Y規格で製造された最初の2機は3,600 kg (8,000 lb)の爆弾倉（爆弾、機雷、爆雷、魚雷）と前部と後部胴体の側面と尾部に合計5基の20 mm連装機関砲の銃塔を備えていた。続く5機はR3Y-1として兵員輸送と空中給油を意図して製造された。最後にR3Y-2型として製造された6機は重兵員輸送と上陸用舟艇任務のために上方開口式の機首と高い位置のコックピット（ずっと後年のC-5 ギャラクシーの機首とコックピット位置に似た）を持っていた。
空飛ぶLSTを意図して機首から貨物の積み降ろしができるように上方開口式の機首と高い位置のコックピットを備えた6機のR3Y-2を含めてR3Yは合計11機が製造されたが、実際は操縦士が機体を安定させ荷物の積み降ろしの間に機首を砂浜に接岸させておくことはほとんど不可能であった。機体は空中給油任務向けの空中給油機に改装されたが、ダグラス A2D スカイシャークの様に初期のターボプロップエンジンに共通の欠点であったアリソン T40の信頼性不足の問題が解決できなかったため就役期間は短かった。

## 就役

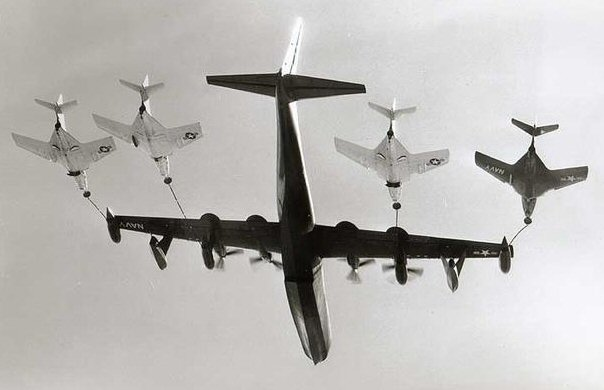
4機の戦闘機に空中給油を行うR3Y-2 トレードウインド、1956年

1954年にR3Yは高空のジェット気流を利用して403 mphという水上機として大陸横断飛行の記録を樹立した。この記録はいまだに破られていない。
試験運用の後、1956年3月31日にR3Yはアメリカ海軍のVR-2輸送飛行隊に配備された。エンジン／プロペラの複合的な問題によりトレードウインドの運用には幕が引かれ、部隊は1958年4月16日に解隊された。
6機のR3Y-2は4点プローブアンドドローグ装置を備えた空中給油機に改装され、1956年9月にその中の1機が4機のグラマン F9F クーガー機への4機同時空中給油を初めて成功させた。
13機が製造された後でアリソン T40 エンジンの信頼性不足の問題により計画は中止された。2機のXP5Y-1のうちの1機の墜落はエンジンの破滅的な故障であると判定され、エンジンの故障問題はほとんど改善されずアメリカ海軍は計画を中止した。後にもう3機がエンジン故障により失われたことでアメリカ海軍はアリソン T40と同エンジンを搭載した航空機を諦めた。P5YとR3Yの全機が1958年に飛行停止となり、後に処分された。

## 派生型
XP5Y-1
哨戒飛行艇の試作機。2機製造。
R3Y-1
アメリカ海軍向けの胴体側面に貨物ドアを持つ輸送機。5機製造。
R3Y-2
上開き式のローディング・ドアを備えた短い機首を持つアメリカ海軍向けの強襲輸送機。後に4点プローブアンドドローグ装置を装備した空中給油機に改装。6機製造。

## 運用
アメリカ合衆国
アメリカ海軍

## 要目
(R3Y)

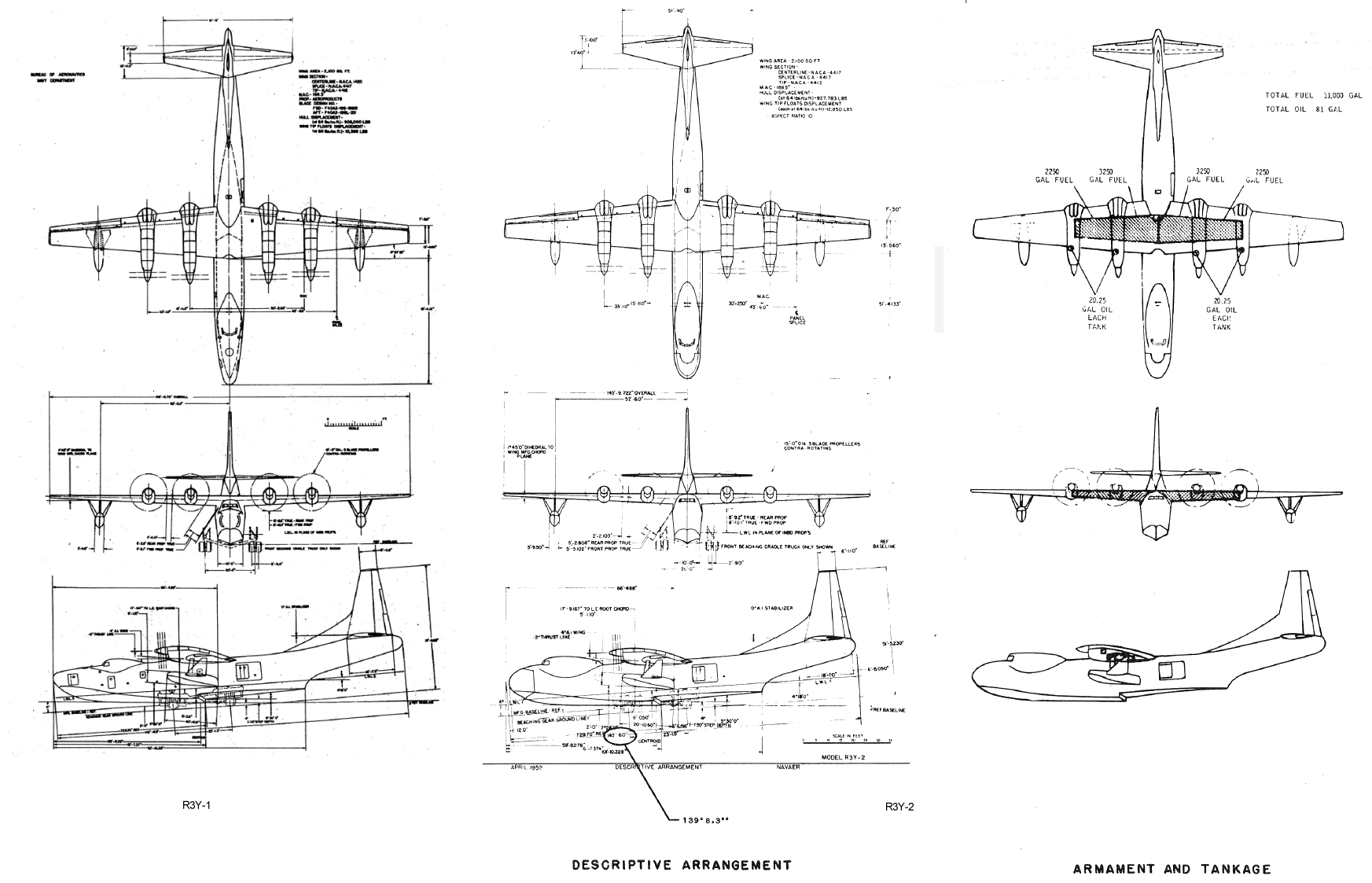
R3Y トレードウインド　三面図

- 全長：42.26 m (139 ft 8 in)
- 全幅：44.42 m (145 ft 9 in)
- 全高：15.68 m (51 ft 5 in)
- 翼面積：195.3 m2 (138 ft2)
- 翼面荷重：338 kg/m2 (69.22 lb/ft2)
- 空虚重量：32,579 kg (71,824 lb)
- 全備重量：66,000 kg (145,500 lb)
- 最大離陸重量：74,800 kg (165,000 lb)
- 馬力重量比：230 W/kg (0.14 hp/lb)
- エンジン：4 × アリソン T40 ターボプロップエンジン、5,100 hp (3,800 kW)
- 最大速度：624 km/h (337 kt、403 mph)
- 航続距離：4,482 km (403 mph、337 kt)